# جام جهانی فوتبال زنان
جام جهانی فوتبال زنان (به انگلیسی: FIFA Women's World Cup) یک رقابت بین‌المللی در فوتبال زنان است که با حضور تیم‌های ملی زنان بزرگسال اعضای فدراسیون بین‌المللی فوتبال (فیفا) برگزار می‌شود. این مسابقات نخست در سال ۱۹۹۱ آغاز شد و پس از آن هر چهار سال یک‌بار برگزار شده‌است. جام جهانی تاکنون ۹ بار برگزار شده‌است و ۵ کشور به عنوان قهرمانی دست یافته اند: ایالات متحده آمریکا ۴ بار، آلمان ۲ بار و نروژ و ژاپن و اسپانیا هرکدام ۱ بار.
آخرین جام جهانی با میزبانی استرالیا و نیوزلند (۲۰۲۳) برگزار شد و تیم اسپانیا با شکست انگلیس برای اولین بار به قهرمانی رسید.
مرحلهٔ نهایی جام جهانی تا سال ۲۰۱۱ شامل شرکت ۱۶ تیم از همه کنفدراسیون‌ها بود که از سال ۲۰۱۵ شمار تیم‌ها به ۲۴ افزایش یافت.

## نتایج
| ۱۹۹۱ صفحه اصلی | چین                                | آمریکا           | ۱-۲                 | نروژ   | سوئد   | ۴–۰           | آلمان    |
| ۱۹۹۵ صفحه اصلی | سوئد                               | نروژ             | ۲–۰                 | آلمان  | آمریکا | ۲–۰           | چین      |
| ۱۹۹۹ صفحه اصلی | ایالات متحده آمریکا                | آمریکا           | ۰–۰ asdet (۵–۴) PSO | چین    | برزیل  | ۰–۰ (۵–۴) PSO | نروژ     |
| ۲۰۰۳ صفحه اصلی | ایالات متحده آمریکا                | آلمان            | ۲–۱ asdet           | سوئد   | آمریکا | ۳–۱           | کانادا   |
| ۲۰۰۳ صفحه اصلی | ایالات متحده آمریکا                | بر اساس گل طلایی |                     |        | آمریکا | ۳–۱           | کانادا   |
| ۲۰۰۷ صفحه اصلی | چین                                | آلمان            | ۲–۰                 | برزیل  | آمریکا | ۴–۱           | نروژ     |
| ۲۰۱۱ صفحه اصلی | آلمان                              | ژاپن             | ۳–۱                 | آمریکا | سوئد   | ۲–۱           | فرانسه   |
| ۲۰۱۵ صفحه اصلی | کانادا                             | آمریکا           | ۵–۲                 | ژاپن   | انگلیس | ۰-۱           | آلمان    |
| ۲۰۱۹ صفحه اصلی | فرانسه                             | آمریکا           | ۲–۰                 | هلند   | سوئد   | ۲–۱           | انگلیس   |
| ۲۰۲۳ صفحه اصلی | استرالیا نیوزیلند                  | اسپانیا          | ۱–۰                 | انگلیس | سوئد   | ۰-۲           | استرالیا |
| ۲۰۲۷           | برزیل                              |                  |                     |        |        |               |          |
| ۲۰۳۱           | مکزیک ایالات متحده آمریکا          |                  |                     |        |        |               |          |
| ۲۰۳۵           | انگلستان اسکاتلند ایرلند شمالی ولز |                  |                     |        |        |               |          |

- کلید:
  - asdet — با گل طلایی
  - PSO - در پنالتی

## تیم‌های برتر
| تیم      | قهرمانی                    | نایب قهرمان | سوم                        | چهارم          |
| -------- | -------------------------- | ----------- | -------------------------- | -------------- |
| آمریکا   | ۴ (۱۹۹۱، ۱۹۹۹، ۲۰۱۵، ۲۰۱۹) | ۱ (۲۰۱۱)    | ۳ (۱۹۹۵، ۲۰۰۳، ۲۰۰۷)       |                |
| آلمان    | ۲ (۲۰۰۳، ۲۰۰۷)             | ۱ (۱۹۹۵)    | -                          | ۲ (۱۹۹۱، ۲۰۱۵) |
| نروژ     | ۱ (۱۹۹۵)                   | ۱ (۱۹۹۱)    | -                          | ۲ (۱۹۹۹، ۲۰۰۷) |
| ژاپن     | ۱ (۲۰۱۱)                   | ۱ (۲۰۱۵)    | -                          |                |
| اسپانیا  | ۱ (۲۰۲۳)                   | -           | -                          | -              |
| سوئد     | -                          | ۱ (۲۰۰۳)    | ۴ (۱۹۹۱، ۲۰۱۱، ۲۰۱۹، ۲۰۲۳) | -              |
| انگلیس   | -                          | ۱ (۲۰۲۳)    | ۱ (۲۰۱۵)                   | ۱ (۲۰۱۹)       |
| برزیل    | -                          | ۱ (۲۰۰۷)    | ۱ (۱۹۹۹)                   | -              |
| چین      | -                          | ۱ (۱۹۹۹)    | -                          | ۱ (۱۹۹۵)       |
| هلند     | -                          | ۱ (۲۰۱۹)    | -                          | -              |
| کانادا   | -                          | -           | -                          | ۱ (۲۰۰۳)       |
| فرانسه   | -                          | -           | -                          | ۱ (۲۰۱۱)       |
| استرالیا | -                          | -           | -                          | ۱ (۲۰۲۳)       |